# 1-й армейский корпус Армии Испании (Франция)
1-й армейский корпус Армии Испании (фр. 1er corps d'armée de l'Armée d'Espagne).
7 сентября 1808 года Наполеон перевёл 1-й армейский корпус из Великой Армии в состав Армии Испании.
15 января 1810 года корпус вошёл в состав Южной армии маршала Сульта.
Корпус был расформирован маршалом Сультом 7 февраля 1812 года при реорганизации французских войск в Испании, находящихся под его началом.

## Состав корпуса
1-я пехотная дивизия
- дивизионный генерал Франсуа Рюффен (7 сентября 1808 — 5 марта 1811)
- бригадный генерал Пьер Барруа (5 марта — 27 июня 1811)
- дивизионный генерал Николя Конру (27 июня 1811 — 7 февраля 1812)

2-я пехотная дивизия
- дивизионный генерал Пьер Лаписс (7 сентября 1808 — 28 июля 1809)
- бригадный генерал Огюстен Даррико (28 июля 1809 — 10 мая 1811)
- дивизионный генерал Николя Годино (10 мая — 1 сентября 1811)
- дивизионный генерал Пьер Барруа (7 сентября 1811 — 7 февраля 1812)

3-я пехотная дивизия
- дивизионный генерал Эжен Вийят (7 сентября 1808 — 7 февраля 1812)

бригада лёгкой кавалерии
- бригадный генерал Луи Бомон (7 сентября 1808 — 16 ноября 1811)
- бригадный генерал Пьер Боннемен (16 ноября 1811 — 7 февраля 1812)

## Командование корпуса

### Командующие корпусом
- маршал Виктор (7 сентября 1808 — 7 февраля 1812)

### Начальники штаба корпуса
- бригадный генерал Жан-Батист Семле (7 сентября 1808 — 31 июля 1811)
- бригадный генерал Жорж Мокери (1 ноября 1811 — 7 февраля 1812)

### Командующие артиллерией корпуса
- бригадный генерал Александр-Антуан Сенармон (7 сентября — 7 декабря 1808)
- полковник Франсуа Бушю (10 декабря 1808 — 27 апреля 1809)
- бригадный генерал Габриэль д’Абовиль (27 апреля 1809 — ноябрь 1810)

### Командующие инженерами корпуса
- бригадный генерал Мари Гарб (февраль 1810 — 7 февраля 1812)

## Кампании и битвы
Пиренейская кампания 1808-12 годов
- Эспиноса-де-лос-Монтерос (10 — 11 ноября 1808 года)
- Сомосьерра (30 ноября 1808 года)
- Мадрид (2 — 3 декабря 1808 года)
- Уклес (13 января 1809 года)
- Медельин (28 марта 1809 года)
- Талавера (27 — 28 июля 1809 года)
- осада Кадиса (с 5 февраля 1810 года)
- Барроса (5 марта 1811 года)